# Lepidosperma
Lepidosperma Labill. es un género de plantas herbáceas  de la familia de las ciperáceas.  Comprende 102 especies descritas y de estas, solo 66 aceptadas.

## Taxonomía
El género fue descrito por Jacques Julien Houtton de La Billardière y publicado en Novae Hollandiae Plantarum Specimen 1: 14. 1805. La especie tipo es: Lepidosperma elatius Labill.

## Especies seleccionadas
| - Lepidosperma angustatum R.Br. - Lepidosperma aphyllum R.Br. - Lepidosperma avium K.L.Wilson - Lepidosperma benthamianum C.B.Clarke - Lepidosperma brunonianum Nees - Lepidosperma canescens Boeck. - Lepidosperma carphoides F.Muell. ex Benth. - Lepidosperma clipeicola K.L.Wilson - Lepidosperma concavum R.Br. - Lepidosperma congestum R.Br. - Lepidosperma costale Nees - Lepidosperma drummondii Benth. - Lepidosperma effusum Benth. - Lepidosperma elatius Labill. - Lepidosperma ensiforme (Rodway) D.I.Morris - Lepidosperma evansianum K.L.Wilson - Lepidosperma exaltatum R.Br - Lepidosperma filiforme Labill. - Lepidosperma flexuosum R.Br. - Lepidosperma forsythiiA.A.Ham. - Lepidosperma gladiatum Labill. - Lepidosperma gracile R.Br. - Lepidosperma latens K.L.Wilson - Lepidosperma laterale R.Br. | - Lepidosperma leptophyllum Benth. - Lepidosperma leptostachyum Benth. - Lepidosperma limicola N.A.Wakef. - Lepidosperma lineare R.Br - Lepidosperma longitudinale Labill. - Lepidosperma neesii Kunth - Lepidosperma oldfieldii Hook.f. - Lepidosperma persecans S.T.Blake - Lepidosperma pruinosum Kuk. - Lepidosperma pubisquameum Steud. - Lepidosperma quadrangulatum A.A.Ham. - Lepidosperma resinosum (Lehm.) F.Muell. - Lepidosperma rostratum S.T.Blake - Lepidosperma rupestre Benth - Lepidosperma scabrum Nees - Lepidosperma semiteres Boeck. - Lepidosperma squamatum Labill.> - Lepidosperma striatum R.Br. - Lepidosperma tenue Benth. - Lepidosperma tetraquetrum Nees - Lepidosperma tortuosum F.Muell.) - Lepidosperma tuberculatum Nees - Lepidosperma urophorum N.A.Wakef. - Lepidosperma ustulatum Steud. - Lepidosperma viscidum R.Br. |